# اس‌اس کاتنگ
اس‌اس کاتنگ (به انگلیسی: SS Katong) یک کشتی بود که طول آن ۲۸۱ فوت ۸ اینچ (۸۵٫۸۵ متر) بود. این کشتی در سال ۱۹۴۴ ساخته شد.